# Bohuslav ze Schwanberga
Bohuslav ze Schwanberga (czes. Bohuslav ze Švamberka) (ur. przed 1396, zm. 24 listopada 1425) – czeski szlachcic, polityk i dowódca husycki.

## Życiorys

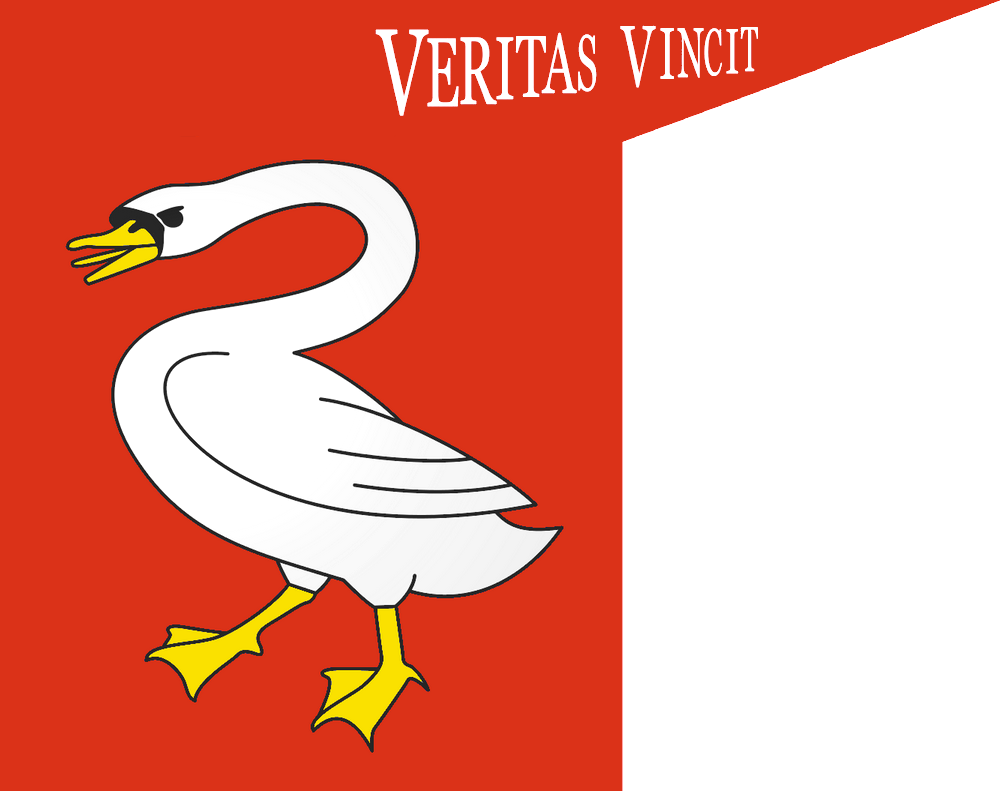
Prawdopodobny proporzec wojsk husyckich dowodzonych przez Bohuslava ze Schwanberga

Pochodził z czeskiej rodziny szlacheckiej Schwanbergów. W 1396 mianowany przez króla Wacława IV najwyższym szambelanem i sędzią. Na początku wojen husyckich był zadeklarowanym przeciwnikiem husytów i walczył po stronie katolików w bitwach pod Nekmierzem (jako dowódca wojsk czeskich) i pod Sudomierzem. W 1421 oddziały husyckie obległy należący do niego zamek pod Kokašicami. Bohuslav poddał zamek, pod warunkiem, że kapitulację przyjmie nieradykalny dowódca husycki Petr Zmrzlík ze Svojšína. Do 1422 przebywał w niewoli husyckiej, na próżno starając się przekonać cesarza Zygmunta, by ten go wykupił. W 1422 przystał do taborytów i stał się jednym z wiodących dowódców. Po śmierci Jana Žižki został jednym z jego następców. W 1425 próbował oblegać Pragę i zamek w Kamenicy. Zmarł w nocy 24 listopada 1425 z powodu ran odniesionych podczas oblężenia zamku w Retz (został trafiony strzałą w twarz). Jego szczątki pochowano w mieście Moravský Krumlov.